# Flammulaster wieslandri
Flammulaster wieslandri är en svampart som först beskrevs av Elias Fries, och fick sitt nu gällande namn av Meinhard (Michael) Moser 1978. Enligt Catalogue of Life ingår Flammulaster wieslandri i släktet Flammulaster,  och familjen Inocybaceae, men enligt Dyntaxa är tillhörigheten istället släktet Flammulaster,  och familjen Tubariaceae. Artens status i Sverige är: Ej påträffad. Inga underarter finns listade i Catalogue of Life.